# Obelisco (tipografía)

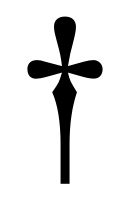

El obelisco o daga  (†, &dagger;, U+2020) es un símbolo tipográfico generalmente usado para referirse a muertos en combate. El término obelisco se deriva del griego ὀβελίσκος (obelískos), que significa ‘obelo pequeño’. A su vez, «obelo» (del gr. antiguo ὀβελός obelós) significa ‘estaca de asar’. Originalmente era representado por el símbolo ÷ y fue usado por primera vez por los estudiosos de la Antigua Grecia como marca crítica en manuscritos.
Una doble daga (‡, &Dagger;, U+2021) es una variante con dos trazos horizontales. Ninguno de estos símbolos debe confundirse con el crucifijo cristiano.

## Uso
Se usa para señalar una nota a pie de página, siguiendo en importancia al asterisco. Una daga doble, ‡, es el símbolo usado para una nota posterior. 
Dado que la daga se asemeja a la cruz cristiana, se usa frecuentemente para marcar la fecha de defunción de una persona, por lo que para evitar confusiones no debería usarse para realizar anotaciones sobre una persona viva en el contexto de lo escrito.

## Codificación
| nombre                      | glifo   | código HTML       | Windows-1252 | Mac OS Roman | Unicode | LaTeX      |
| --------------------------- | ------- | ----------------- | ------------ | ------------ | ------- | ---------- |
| obelisco / daga             | Oo † Oo | &#x2020; &dagger; | 134 (0x86)   | 160 (0xa0)   | U+2020  | $\dagger$  |
| obelisco doble / daga doble | Oo ‡ Oo | &#x2021; &Dagger; | 135 (0x87)   | 224 (0xe0)   | U+2021  | $\ddagger$ |

Nota : 0x • •  indica un código hexadecimal ; el código Unicode viene siempre indicado en decimal.